# محاريات جوزية
محاريات جَوْزِيّة (الاسم العلمي: Nuculanida)، رتبة محاريات صغيرة تعيش في المياه المالحة، من الرخويات ذوات الصدفتين البحرية وطويئفة أماميات الخيشوم.